# هليلج كثير الزهر
هليلج كثير الزهر (الاسم العلمي:Terminalia polyantha) هي نوع من النباتات يتبع جنس الهليلج من الفصيلة القمبريطية.